# 臺鐵富岡車輛基地
富岡車輛基地或富岡基地，是臺灣鐵路公司（原臺灣鐵路管理局，略稱臺鐵或臺鐵局）位於臺灣桃園市楊梅區縱貫線北段新富車站旁，於2013年1月10日正式啟用，佔地52公頃，包括機務處的新竹機務段與富岡機廠、供應處的北區供應中心、員工訓練處的北區員工訓練所，以及鐵道文化園區與自然生態景觀等區，是臺鐵北部主要的車輛維修基地與員工訓練中心。

## 概要
2009年，臺灣鐵路管理局於楊梅富岡地區選定廠區現址，開始規劃建設，原臺北機廠、北區供應廠及新竹機務段將搬遷集中之綜合廠區。該廠區佔地約52公頃，興建工程耗資約新臺幣133億元。
2013年1月10日，該廠區第一階段啟用。2014年底，整體工程完工並取代原臺北機廠維修功能，同時兼具觀光用途。
路線與車站部分，於基地南方設置的進出廠線與縱貫線正線交會處，原本只規劃號誌站供調撥車輛使用，之後為配合當時的臺鐵捷運化發展，順勢規劃為北湖車站；另外在基地旁設置的新富車站，原本為員工專用站，一年後開放民眾搭乘。
2018年4月20日，新竹機務段搬遷至此，所屬車輛檢修業務亦轉移至此，同時也將北部地區部分區間車始發站改為北湖站。
2022年3月29日，將北迴線太魯閣號列車出軌事故事故列車之第7及8節車廂，移至基地永久保存。
本基地是目前台鐵唯一進行蒸汽機車全檢修的地方，臺鐵的蒸汽機車經常迴送至此維修。

### 配屬車輛
如果以醫院來比喻，各個機務段若為地方小型醫院，富岡機廠、潮州機廠以及花蓮機廠三大機廠，等同於大型醫學中心，而富岡機廠和另外兩座機廠又有點區別，雖然新竹機務段遷移至此，以北湖車站起訖的區間車只是短暫停放不會固定，主要以維修整備其他機務段移送的車輛為主，另外，經常性支援長途需更換編組的區間車，同樣於北湖車站做交班。